# Crotalaria grata
Crotalaria grata är en ärtväxtart som beskrevs av Roger Marcus Polhill. Crotalaria grata ingår i släktet sunnhampor, och familjen ärtväxter. Inga underarter finns listade i Catalogue of Life.